# Adrian Mannarino
Adrian Mannarino (Soisy-sous-Montmorency, 29 de Junho de 1988) é um tenista profissional francês que já foi N° 29 do mundo da ATP, em simples.
Encerrou o ano de 2011 como o número 87 do mundo.
Em janeiro de 2015, alcançou a final do ATP 250 de Auckland (Nova Zelândia). Mas, ficou com o vice-campeonato do torneio, pois perdeu na decisão para o tcheco Jiri Vesely, por 2 sets a 0, com parciais de 6/3 e 6/2. Já no final de julho de 2015, foi finalista do ATP 250 de Bogotá, na Colômbia. Entretanto, perdeu o título da competição para o australiano Bernard Tomic por 6/1, 3/6 e 6/2.

## ATP finais

### Simples: 1 (0–2)
| Legenda                           |
| --------------------------------- |
| Grand Slam (0–0)                  |
| ATP World Tour Finals (0–0)       |
| ATP World Tour Masters 1000 (0–0) |
| ATP World Tour 500 Series (0–0)   |
| ATP World Tour 250 Series (0–2)   |

| Títulos por Piso |
| ---------------- |
| Duro (0–2)       |
| Saibro (0–0)     |
| Grama (0–0)      |
| Carpete (0–0)    |

| Resultado | N. | Data             | Torneio                                  | Piso | Oponente      | Placar        |
| --------- | -- | ---------------- | ---------------------------------------- | ---- | ------------- | ------------- |
| Vice      | 1. | Janeiro 17, 2015 | ATP de Auckland, Auckland, Nova Zelândia | Duro | Jiří Veselý   | 3–6, 2–6      |
| Vice      | 2. | Julho 26, 2015   | Claro Open Colombia, Bogotá, Colômbia    | Duro | Bernard Tomic | 1–6, 6–3, 2–6 |

## Challenger e Futures

### Simples (16 títulos)
| Legenda (Simples)      |
| Grand Slam (0)         |
| Tennis Masters Cup (0) |
| ATP Masters Series (0) |
| ATP Tour (0)           |
| Challengers (1)        |
| Futures (6)            |

| N.  | Data              | Torneio                         | Piso     | Oponente na final        | Placar             |
| 1.  | Abril 18, 2006    | Melilla, Espanha                | Duro     | Komlavi Loglo            | 6–2, 6–3           |
| 2.  | Junho 19, 2006    | Santa Cruz de Tenerife, Espanha | Duro     | Albert Ramos Vinolas     | 6–2, 6–0           |
| 3.  | Outubro 22, 2007  | Rodez, França                   | Duro     | Baptiste Dupuy           | 6–1, 6–2           |
| 4.  | Novembro 12, 2007 | Sunderland, Reino Unido         | Duro     | Ken Skupski              | 6–4, 6–3           |
| 5.  | Janeiro 22, 2008  | Sheffield, Reino Unido          | Duro     | Timo Nieminen            | 3–6, 7–6(6), 6–2   |
| 6.  | Setembro 15, 2008 | Plaisir, França                 | Duro     | Jean-Christophe Faurel   | 4–6, 6–4, 6–2      |
| 7.  | Novembro 10, 2008 | Jersey, Reino Unido             | Duro     | Andreas Beck             | 7–6(4), 7–6(4)     |
| 8.  | 15 Agosto 2010    | Istanbul, Turquia               | Duro     | Mikhail Kukushkin        | 6–4, 3–6, 6–3      |
| 9.  | 10 Outubro 2010   | Mons, Bélgica                   | Duro (i) | Steve Darcis             | 7–5, 6–4           |
| 10. | 5 Janeiro 2013    | Nouméa, Nova Caledônia          | Duro     | Andrej Martin            | 6–4, 6–3           |
| 11. | 17 Março 2013     | Sarajevo, Bosnia e Herzegovina  | Duro (i) | Dustin Brown             | 7–6(7–3), 7–6(7–2) |
| 12. | 30 Junho 2014     | Manta, Equador                  | Duro     | Guido Andreozzi          | 4-6, 6-3, 6-2      |
| 13. | 28 Julho 2014     | Segovia, Espanha                | Saibro   | Adrián Menéndez-Maceiras | 6-3, 6-0           |
| 14. | 8 Setembro 2014   | Istanbul, Turquia               | Duro     | Tatsuma Ito              | 6-0, 2-0 ret.      |
| 15. | 3 Novembro 2014   | Knoxville, EUA                  | Duro (i) | Sam Groth                | 3-6, 7-6(8–6), 6-4 |
| 16. | 10 Novembro 2014  | Champaign, EUA                  | Duro (i) | Frederik Nielsen         | 6-2, 6-2           |

### Simpels (6 vices)
| N. | Dat               | Torneio                  | Piso    | Oponente na final  | Placar           |
| 1. | Outubro 23, 2006  | Rodez, França            | Duro    | Andrey Golubev     | 4–6, 6–1, 6–0    |
| 2  | Setembro 17, 2007 | Plaisir, França          | Duro    | Thomas Oger        | 7–6(3), 7–5      |
| 3. | Outubro 15, 2007  | La Roche-sur-Yon, França | Duro    | Lukáš Rosol        | 6–3, 3–6, 6–4    |
| 4. | Janeiro 15, 2008  | Sunderland, Reino Unido  | Duro    | Richard Bloomfield | 6–4, 6–3         |
| 5. | Março 10, 2008    | Lille, França            | Duro    | Clément Reix       | 2–6, 7–6(3), 7–5 |
| 6. | Outubro 6, 2008   | Rennes, França           | Carpete | Josselin Ouanna    | 6–2, 6–3         |

## Duplas

### Wins (4)
| Legenda                |
| Grand Slam (0)         |
| Tennis Masters Cup (0) |
| ATP Masters Series (0) |
| ATP Tour (0)           |
| Challengers (0)        |
| Futures (4)            |

| N. | Data              | Torneio               | Piso   | Parceiro          | Oponentes na final                     | Placar           |
| 1. | Janeiro 29, 2007  | Feucherolles, França  | Duro   | Josselin Ouanna   | Ludwig Pellerin Édouard Roger-Vasselin | 6–4, 7–5         |
| 2. | Fevereiro 5, 2003 | Bressuire, França     | Duro   | Josselin Ouanna   | Aisam-ul-Haq Qureshi Alexandre Renard  | 6–7(5), 6–3, 7–5 |
| 3. | Junho 18, 2007    | Blois, França         | Saibro | Josselin Ouanna   | David Marrero Daniel Muñoz de la Nava  | 6–2, 6–1         |
| 4. | Julho 16, 2007    | Saint-Gervais, França | Saibro | Jonathan Eysseric | Ivan Sergeyev Leonardo Tavares         | 6–1, 6–4         |